# Xã Richland, Quận Macon, Missouri
Xã Richland (tiếng Anh: Richland Township) là một xã thuộc quận Macon, tiểu bang Missouri, Hoa Kỳ. Năm 2010, dân số của xã này là 607 người.